# Arclin
Arclin je naselje u slovenskoj Općini Vojniku. Arclin se nalazi u pokrajini Štajerskoj i statističkoj regiji Savinjskoj. 

## Stanovništvo
Prema popisu stanovništva iz 2002. godine naselje je imalo 494 stanovnika.